# Graft-De Rijp
Graft-De Rijp là một đô thị ở tỉnh Noord-Holland của Hà Lan.

## Các trung tâm dân cư
Đô thị Graft-De Rijp bao gồm các trung tâm dân cư sau: De Rijp, Graft, Markenbinnen, Noordeinde, Oost-Graftdijk, Starnmeer, West-Graftdijk.